# Grande Estádio de Agadir
O Grande Estádio de Agadir (em francês: Grand Stade d'Agadir) é um estádio multiuso localizado na cidade de Agadir, no Marrocos. Oficialmente inaugurado em 11 de outubro de 2013, o estádio foi uma das sedes oficiais da Copa do Mundo de Clubes da FIFA de 2013 e também do Campeonato das Nações Africanas de 2018, ambos realizados no país. Além disso, é a casa onde o Hassania Agadir manda seus jogos oficiais por competições nacionais e continentais. Além disso, a Seleção Marroquina de Futebol também manda esporadicamente partidas amistosas e oficiais no estádio. Sua capacidade máxima é de 45 480 espectadores.
O estádio integrou a lista dos estádios de futebol aptos a sediar a Copa do Mundo FIFA de 2026, porém a candidatura de Marrocos para sediar o torneio acabou derrotada pela candidatura tríplice composta por Estados Unidos, México e Canadá na votação ocorrida em 13 de junho de 2018.